# Moszkvai esték
A Moszkvai esték (oroszul: Подмосковные вечера, Podmoszkovnije vecsera; (angolul): Midnight in Moscow; Moscow Nights, szó szerinti fordításban Moszkva alatti esték) egyike a külföldön leghíresebb orosz daloknak.

## Története
A dalt eredetileg Leningrádi esték címmel Vaszilij Szolovjov-Szedoj zeneszerző írta 1953-ban. A művét azonban sikerületlennek tartotta, így egy erre a célra tartott fiókjába süllyesztette.
1955-ben az 1956-os Szovjetunió népeinek szpartakiádjára egy dokumentumfilmet kezdtek előkészíteni, amihez egy betétdalt Szolovjov-Szedojtól és szövegíró párjától, Mihail Matuszovszkij költőtől rendeltek meg. A zeneszerző – „Ide ez is jó lesz.” alapon – leporolta az általa nem szeretett, korábbi szerzeményét, az eléneklését az addig énekesként még kevéssé ismert Vlagyimir Trosin, a Művész Színház fiatal színésze vállalta el.
A filmen a sportolók esti pihenését is bemutatták Moszkva-környéki háttérrel, így a szöveget egyszerűen megváltoztatták leningrádiról moszkvai vonatkozásúra. A betétdalt a filmstúdió művészeti tanácsa sem találta jónak – el akarta kaszálni – de egy másik megírására már nem volt idő, így maradt.
Az ilyen típusú filmeket nem nagyon kedvelték a mozikban, ezért hamar a polcra került a dallal együtt. A feledéstől csak az mentette meg, hogy akkoriban a filmzenékből kötelező volt rádiófelvételt készíteni. A számot női kórussal és rádiós nagyzenekarral dolgozták fel. Ezt a változatot szerkesztették be, mintegy véletlenszerűen a rádió műsorába, miután tömegével érkeztek a hallgatók levelei amelyekben a zeneszám ismétlését kérték.
1957-ben a dal szerzőit is meglepve első díjat nyert a moszkvai Világifjúsági Találkozó nemzetközi dalversenyén. Ezután a dal elterjedt az egész világon, különös népszerűséget szerezve Kínában. 1958-ban az amerikai Van Cliburn lett első a Nemzetközi Csajkovszkij Versenyen, ezután négyszer utazott a Szovjetunióba vendégszereplésre. Egyszer hazautazása előtti moszkvai búcsúkoncerten zongorán játszotta el a Moszkvai estéket. A közönség ezt előbb tréfának vélte, majd a végén hangosan ünnepelte. Későbbi előadásai jelentősen hozzájárult a dal külföldi népszerűségéhez.
A Szovjetunióban a „Moszkvai esték” dallama volt a Majak zenei rádióadó minden fél órában hallható szignálja 1964-től. A Rádió Moszkva angol nyelvű adása egy gyönyörű hangszeres feldolgozását játszotta minden órában.
A Kenny Ball and his Jazzmen brit jazz-együttes 1961-ben slágerré tette a dalt Midnight in Moscow (Éjfél Moszkvában) címmel és egy moszkvai koncerten is előadták. Ez a változat második helyet ért el az Egyesült Államokban a „Billboard Hot 100” slágerlistán 1962 elején és három hétig első volt a szintén amerikai „Easy Listening” listán.

## Szövege
Не слышны в саду даже шорохи,

Всё здесь замерло до утра.

Eсли б знали вы, как мне дороги

Подмосковные вечера.
Речка движется и не движется,

Вся из лунного серебра.

Песня слышится и не слышится

В эти тихие вечера.
Что ж бы, милая, смотришь искоса,

Низко голову наклоня?

Трудно высказать и не высказать

Всё, что на сердце у меня.
А рассвет уже всё заметнее.

Так, пожалуйста, будь добра.

Не забудь и ты эти летние

Подмосковные вечера.
Hallgatott a kert, minden elnémult.

Megpihent a föld és az ég.

Nyár volt, alkonyat, lenn a Moszkva-part,

Ó de szép volt, de tündérszép.
(Részlet Kapuvári Béla műfordításából)

## Híres felvételek
- Kenny Ball and his Jazzmen
- Galiani Gypsy Jazz
- Pickpocket Swingers
- Carte Blanche Jazz Band
- Damjan Pejcinoski
- The Moscow City Jazz Band
- The Village Stompers
- Liv & Dan
- Don Allen
- Miguel Vinhas Roque
- Jan Burgers & His New Orleans Syncopators
- José Carreras
- Benkó Dixieland Band
- Németh Lehel

## Fordítás
- Ez a szócikk részben vagy egészben a Moscow Nights című angol Wikipédia-szócikk ezen változatának fordításán alapul.  Az eredeti cikk szerkesztőit annak laptörténete sorolja fel. Ez a jelzés csupán a megfogalmazás eredetét és a szerzői jogokat jelzi, nem szolgál a cikkben szereplő információk forrásmegjelöléseként.
- Ez a szócikk részben vagy egészben a Подмосковные вечера (песня) című orosz Wikipédia-szócikk ezen változatának fordításán alapul.  Az eredeti cikk szerkesztőit annak laptörténete sorolja fel. Ez a jelzés csupán a megfogalmazás eredetét és a szerzői jogokat jelzi, nem szolgál a cikkben szereplő információk forrásmegjelöléseként.